# Salix pseudolasiogyne
Salix pseudolasiogyne är en videväxtart som beskrevs av Leveille. Salix pseudolasiogyne ingår i släktet viden, och familjen videväxter.

## Underarter
Arten delas in i följande underarter:
- S. p. bilofolia
- S. p. erythrantha